# Waldegg (Dolna Austria)
Waldegg – gmina targowa w Austrii, w kraju związkowym Dolna Austria, w powiecie Wiener Neustadt-Land. Według Austriackiego Urzędu Statystycznego liczyła 1 963 mieszkańców (1 stycznia 2014).